# Jan Theuninck
Jan Theuninck, belgijski slikar in pesnik, * 7. junij, 1954 Zonnebeke (Zahodna Flamska).